# ベルゴロ
ベルゴロ（伊: Bergolo）は、イタリア共和国ピエモンテ州クーネオ県にある、人口約100人の基礎自治体（コムーネ）。

## 地理

### 位置・広がり

#### 隣接コムーネ
隣接するコムーネは以下の通り。
- コルテミーリア
- レーヴィチェ
- ペッツォーロ・ヴァッレ・ウッツォーネ
- トッレ・ボルミダ